# Parque nacional Isla Bastimentos
El Parque nacional marino Isla Bastimentos (PNMIB) se encuentra ubicado en el Archipiélago de Bocas del Toro al norte de la provincia del mismo nombre, cerca de la ciudad de Bocas del Toro y la aldea indígena Ngäbe-Buglé Salt Creek (Quebrada Sal). Fue creado en 1988 y cuenta con una superficie de 13.226 hectáreas, representando el 6.6% del área total del archipiélago.

## Flora y fauna
La naturaleza es muy rica, comprendiendo ecosistemas caribeños de bosques, manglares, pantanos, arrecifes de coral y playas con cocoteros.
El parque es un ejemplo donde se alternan los bosques lluviosos del trópico con los bosques típicos de colina y las planicies de la costa. Abundan los árboles de gran altura, los sotobosques densos y las palmas, caoba negra, colorada y veteada. En los pantanos abundan la palma yolillo y orey, los refugios de cocodrilos, los manatís, los caimanes, los bejucos, los peces sábalo, las tijeretas y las serpientes coral.
En los bosques siempre verdes poco alterados, uno de los tipos de bosque ubicados dentro de este parque, se encuentran unas 155 especies constituyéndose en la clase de vegetación con mayor riqueza de especie. También, de las 502 especies de flora registradas de los sitios visitados en Bocas del Toro, el 60% de ellos fueron observados en el PNMIB y sus áreas de influencia.
La mayor diversidad de especies del PNMIB se encuentra en los arrecifes de coral, en cambio las praderas de hierbas marinas y los manglares cuentan con un número menor de especies. Estos arrecifes coralinos pueden encontrarse peces de colores variados, anémonas, esponjas, erizos de mar y varias especies de tortugas que se nutren de algas.